# Robin Beck
Robin Beck (Brooklyn, New York, 7. studenoga 1954. –) američka je rock pjevačica.
Prije samostalne karijere pjevala je kao prateći vokal Melissi Manchester, Chaki Khan i Leu Sayeru. Najpoznatiji i najuspješniji singl njene samostalne karijere je "First Time" iz 1988., objavljen na albumu Trouble or Nothin'. Poznati su bili i manje uspješni singlovi "Save Up All Your Tears" (1989.), "Tears in the Rain" (1989.), "In My Heart to Stay" (1992.) i "Close to You" (1994.).

## Studijski albumi
- Sweet Talk (1979.)
- Trouble or Nothin' (1989.)
- Human Instinct (1992.)
- Can't Get Off (1994.)
- Wonderland (2003.)
- Do You Miss Me (2005.)
- Livin' on a Dream (2007.)
- Trouble or Nothing – 20th Anniversary Edition (2009.)
- The Great Escape (2011.)
- Underneath (2013.)
- Love Is Coming (2017.)

## Vanjske poveznice
- Službena stranica